# Dede Allen
Dede Allen (* 3. Dezember 1923 in Cleveland, Ohio; † 17. April 2010 in Los Angeles; eigentlich Dorothea Carothers Allen) war eine US-amerikanische Filmeditorin.

## Leben und Wirken
Bevor sie als Editorin im Filmgeschäft Karriere machte, arbeitete sie zuerst als Botin und dann als Schnittassistentin für Columbia Pictures. Anschließend wirkte sie als Editorin für Werbefilme, bis sie schließlich 1958 mit Terror from the Year 5000 ihren ersten Spielfilm schnitt.
Der 1967 gedrehte Film Bonnie und Clyde bedeutete die erste Zusammenarbeit mit dem Regisseur Arthur Penn; weitere folgten. 1973 arbeitete sie erstmals mit Sidney Lumet bei dem Filmschnitt von Serpico. Für den gemeinsamen Film Hundstage wurde Dede Allen 1976 zum ersten Mal für den Oscar in der Kategorie Bester Schnitt nominiert. Zudem wurde sie hierfür mit dem Britischen Filmpreis ausgezeichnet.
Der 1981 gedrehte Film Reds, an dem sie auch als Ausführende Produzentin beteiligt war, brachte ihr ihre zweite Oscar-Nominierung ein. 2001 wurde sie für Die WonderBoys zum dritten Mal für diese Auszeichnung nominiert.
Im Jahre 1994 wurde Allen von den American Cinema Editors mit dem Career Achievement Award ausgezeichnet. Fünf Jahre später erhielt sie einen entsprechenden Preis für ihr Lebenswerk bei den Los Angeles Film Critics Association Awards.
Sie war seit 1945 mit dem Fernsehproduzenten und Drehbuchautor Stephen Fleischman verheiratet und Mutter zweier Kinder. Der 1951 geborene Sohn Tom Fleischman ist als Tontechniker und Toningenieur im Filmgeschäft tätig.

## Filmografie (Auswahl)
- 1959: Wenig Chancen für morgen (Odds Against Tomorrow)
- 1961: Haie der Großstadt (The Hustler)
- 1963: Die Unbezwingbaren (America, America)
- 1967: Bonnie und Clyde (Bonnie and Clyde)
- 1968: Die Liebe eines Sommers (Rachel, Rachel)
- 1969: Alice’s Restaurant
- 1970: Little Big Man
- 1973: Serpico
- 1975: Die heiße Spur (Night Moves)
- 1975: Hundstage (Dog Day Afternoon)
- 1976: Duell am Missouri (The Missouri Breaks)
- 1977: Schlappschuss (Slap Shot)
- 1978: The Wiz – Das zauberhafte Land (The Wiz)
- 1981: Reds
- 1984: Harry & Sohn (Harry & Son)
- 1985: Der Frühstücksclub (The Breakfast Club)
- 1986: Off Beat – Laßt die Bullen tanzen (Off Beat)
- 1988: Milagro – Der Krieg im Bohnenfeld (The Milagro Beanfield War)
- 1990: Henry & June
- 1991: Addams Family (The Addams Family)
- 2000: Die WonderBoys (Wonder Boys)
- 2002: John Q – Verzweifelte Wut (John Q)
- 2004: The Final Cut – Dein Tod ist erst der Anfang (The Final Cut)
- 2007: Dream It Out Loud (Have Dreams, Will Travel)
- 2008: Zurück im Sommer (Fireflies in the Garden)